# Francis Vinton Greene

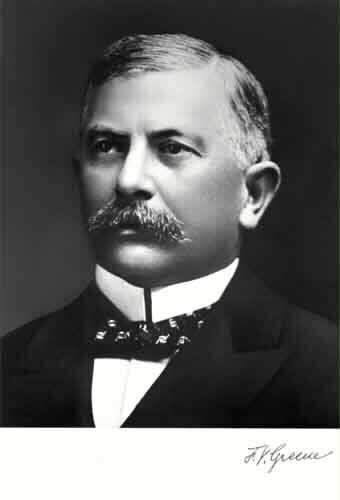
Francis Vinton Greene

Francis Vinton Greene (1850 — 1921) foi um escritor, adido militar do Departamento de Guerra e oficial do Exército dos Estados Unidos que lutou na Guerra Hispano-Americana. Sua família - Greene - é notável pela longa linhagem de participantes na história militar americana.

## Obras
- The Russian Army and its Campaigns in Turkey (dois volumes, 1879)
- Army Life in Russia (1881)
- The Mississippi Campaigns of the Civil War (1882)
- Life of Nathanael Greene, Major-General in the Army of the Revolution (1893)
- The Revolutionary War and the Military Policy of the United States (1911)